# Rehberge (metrostation)
Rehberge is een station van de metro van Berlijn, gelegen onder de Müllerstraße in het Berlijnse stadsdeel Wedding. Het metrostation werd geopend op 3 mei 1956 als onderdeel van het eerste naoorlogse uitbreidingsproject van de Berlijnse metro en wordt tegenwoordig bediend door lijn U6. Station Rehberge dankt zijn naam aan het nabijgelegen Volkspark Rehberge.
Rehberge kreeg net als de overige stations op het noordelijke deel van de U6 een standaardontwerp van architect Bruno Grimmek. Terugkerende elementen zijn het licht welvende dak en zeshoekige zuilen op het perron. Station Rehberge onderscheidt zich vooral door zijn kleurstelling: lichtgroene tegels op de wanden, gele zuilen. Aan beide uiteinden van het eilandperron leiden trappen via een tussenverdieping naar de Müllerstraße, ter hoogte van de kruising met Liverpooler Straße en die met de Schöningstraße. Uiteindelijk moeten alle Berlijnse metrostations voorzien zijn van een lift. Station Rehberge heeft hierbij echter geen hoge prioriteit; volgens het tijdschema van de Berlijnse Senaat zal de inbouw van een lift pas na 2010 plaatsvinden.